# Otroeda temperata
Otroeda temperata är en fjärilsart som beskrevs av Walker 1855. Otroeda temperata ingår i släktet Otroeda och familjen tofsspinnare. Inga underarter finns listade i Catalogue of Life.